# 海滨珍珠菜
海滨珍珠菜（学名：Lysimachia mauritiana），又名茅毛珍珠菜，是报春花科珍珠菜属的植物。分布于日本、朝鲜、菲律宾、太平洋、印度洋岛屿、台湾以及中华人民共和国的辽宁、江苏、浙江、山东、福建、广东等地，多生在海滨沙滩石缝中，目前尚未由人工引种栽培。